# Дереволаз смугастий
Дереволаз смугастий (Lepidocolaptes fuscicapillus)— вид горобцеподібних птахів родини горнерових (Furnariidae). Мешкає в Бразилії і Болівії. Раніше вважався конспецифічним з амазонійським дереволазом.

## Підвиди
Виділяють два підвиди:
- L. f. fuscicapillus (Pelzeln, 1868) — південно-західна Амазонія (на південь від Амазонки, між річками Мадейра і Тапажос);
- L. f. layardi (Sclater, PL, 1873) — південний схід Бразильської Амазонії (на південь від Амазонки, на схід від річки Тапажос).

## Поширення і екологія
Смугасті дереволази мешкають в Бразилії і Болівії. Вони живуть у вологих рівнинних і заболочених тропічних лісах.